# دانشگاه تسوکوبا
دانشگاه تسوکوبا (انگلیسی: University of Tsukuba) یکی از قدیمی‌ترین دانشگاه‌های ملی (تأسیس شده به‌وسیلهٔٔ دولت ژاپن) و یکی از جامع‌ترین دانشگاه‌های تحقیقاتی در ژاپن است که در تسوکوبا، ایباراکی (معروف به شهر علم تسوکوبا) واقع است. این دانشگاه دارای ۲۸ کالج و دانشکده با حدود ۱۶٬۵۰۰ دانشجو (در سال ۲۰۱۴) است. پردیس اصلی این دانشگاه با مساحتی بالغ بر ۲۵۸ هکتار (۶۳۶ ایکر)، دومین پردیس دانشگاهی بزرگ ژاپن است. پردیس اصلی این دانشگاه در بون‌کیو، توکیو واقع است.